# Leeuw (heraldiek)
De leeuw is in de heraldiek een populair wapendier. In Duitsland en het oostelijk deel van Europa spelen adelaars een belangrijke rol in de heraldiek. In het Westen van het continent is de leeuw het meest gebruikte wapendier. In de late middeleeuwen kwam hij voor op 15% van de wapenschilden.

Klimmende leeuw

Afgezien van kleine verschillen, zijn er twee houdingen mogelijk. De “klimmende leeuw” staat verticaal, op twee poten. De “gaande leeuw” of “luipaard” staat horizontaal op drie poten. Zegt men zonder meer “leeuw”, dan wordt een klimmende leeuw bedoeld.
De leeuw staat voor moed en het dier wordt meestal klimmend afgebeeld. Er zijn uitzonderingen want de fantasie van de heraldicus heeft in de loop der eeuwen tientallen verschillende en nauwkeurig benoemde leeuwen voortgebracht. Zo is er de zeeleeuw, een heraldisch wezen met de romp van een leeuw en de staart van een vis. Er kwam vervolgens ook een "dubbele zeeleeuw" die één romp en twee vissenstaarten heeft. Ook de gevleugelde leeuw van Sint-Marcus, wapendier van Venetië, is een heraldisch bedenksel.
Leeuwen kunnen ook twee staarten hebben of een blauwe tong en blauwe nagels. Er is in de heraldiek ook een "laffe leeuw" met staart tussen de achterpoten beschreven.
Leeuwinnen spelen in de heraldiek geen rol.
De anatomie van de leeuw is in de heraldiek meestal niet natuurgetrouw. Het gaat immers om een heraldisch symbool, niet om een tekening naar de natuur. De leeuw werd aangepast om schilden en wapens zoals een bijl of een zwaard te kunnen dragen. Daarbij is het goed heraldisch gebruik om de leeuw het gehele schild te laten vullen. De verhoudingen van leeuw en schild zijn dus op elkaar afgestemd. In Duitsland worden leeuwen ook wel gekluisterd in een traliehelm en men trekt ze ook wel handschoenen aan. De heraldische leeuw onderscheidt zich van de echte leeuwen door de mannelijke geslachtsorganen die geprononceerd op de buik zijn aangebracht. Dat is bij honden en paarden de normale anatomie. Bij de leeuwen en andere katachtigen zijn de penis en testikels relatief klein en hangen zij onder de staart.

## De leeuw in de Noordelijke Nederlanden en Nederland
Een aantal leeuwen, waaronder de Nederlandse leeuw, draagt een kroon. De leeuw komt ook voor op de provinciewapens van Friesland, Noord- en Zuid-Holland, Overijssel, Gelderland, Zeeland, Noord-Brabant en Limburg.
Ook in tal van gemeentewapens en wapens van waterschappen komen leeuwen voor.
De rode generaliteitsleeuw in het wapen van de Republiek der zeven Vereenigde Nederlanden werd met een pijlenbundel, zinnebeeld van de eenheid, afgebeeld.
Ook in de wapens van gemeenten en van adellijke en burgerlijke geslachten komen in Nederland veel leeuwen voor. Men vindt ze afgebeeld op het wapenschild, als helmteken en als drager van het wapen.

## De leeuw in de Zuidelijke Nederlanden en België
De Koning der Belgen voert een leeuw als wapen. Deze leeuw is ontleend aan het wapen van Brabant en de Brabantse leeuw en het schild is ook het wapen van België. In België is ook de Vlaamse Leeuw een geliefd en veelbezongen nationaal en politiek symbool. In de nationale beleving van de Vlamingen is de Vlaamse leeuw al sinds de middeleeuwen een krachtig politiek symbool en het teken waaronder zij zich schaarden, in de middeleeuwen in de strijd tegen de Franse Koningen en later ook in de taalstrijd binnen het Koninkrijk België. Een leeuw komt ook voor de provinciewapens van Limburg, Luxemburg, Namen, Waals-Brabant, Oost-Vlaanderen, Vlaams-Brabant, West-Vlaanderen en Luik.
De leeuw is ook nog in de wapens van de Duitstalige Gemeenschap, Vlaamse Gemeenschap en het Vlaams Gewest afgebeeld.
Ook in de wapens van gemeenten en van adellijke en burgerlijke geslachten komen in België veel leeuwen voor. Men vindt ze afgebeeld op het wapenschild, als helmteken en als drager van het wapen.

## De leeuw in het landswapen
De leeuw is het nationaal symbool van de volgende landen:
- Het koninkrijk der Nederlanden (De Nederlandse leeuw)
- Het koninkrijk België (De Brabantse leeuw en Vlaamse Leeuw)
- Het koninkrijk Noorwegen
- Het koninkrijk Denemarken
- Het koninkrijk Zweden
- Het Verenigd Koninkrijk met daarin het constituerende land Engeland
- Het Groothertogdom Luxemburg
- De Republiek Tsjechië (De leeuw van het Koninkrijk Bohemen)
- De Republiek Finland
- De Republiek Estland
- De Republiek Bulgarije

- Republiek Georgië
- Republiek Montenegro

In het verleden was de leeuw het symbool van veel nu verdwenen of tot provincie of landsdeel geworden staten:
- León (als sprekend wapen)
- Picardië
- Normandië
- Beieren
- Sleeswijk
- De Palts
- Hessen
- Koerland
- Het koninkrijk Schotland
- Het koninkrijk Bohemen

## Voorbeelden van heraldische leeuwen

Leeuw als helmteken

Leeuw

De begrippen rechts en links spelen in de heraldiek een grote rol. Leeuwen, zoals alle andere wapenfiguren lopen naar rechts, wat voor de beschouwer dus links zal zijn. Een naar heraldisch links gewende leeuw, de “omgewende leeuw” kan op bastaardij wijzen maar ook op deze regel bestaan uitzonderingen.
Een leeuw die de beschouwer aankijkt is een “aanziende leeuw”. Kijkt de leeuw achteruit dan is dat een “omziende leeuw”. De “laffe leeuw” draagt de staart tussen de poten.
De staart van de leeuw kan gevorkt zijn zoals bij de heraldische witte leeuw van Bohemen. Dit is ook een vast onderdeel van het heraldisch repetitorium.

Slapende leeuw
Liggende leeuw
Lion sejant erect
Zittende leeuw
Lion salient
Gaande leeuw
Klimmende leeuw
Aanziende leeuw
Omziende leeuw
Laffe leeuw
Leeuw met dubbele staart
Leeuw met gekruiste staart
Leeuw met gekruiste staart
Leeuw met geknoopte staart
Gaande, aanziende leeuw of luipaard

In de heraldiek wordt gestreden over het verschil tussen leeuwen en luipaarden. Men moet daarbij bedenken dat het hier niet om de Afrikaanse roofdieren met die naam gaat maar om de middeleeuwse Europese heraldische beesten. De middeleeuwse tekenaars hadden vaak nog nooit in hun leven een echte leeuw of een luipaard gezien. Men kopieerde andermans tekeningen en ging af op verhalen. In de beeldhouwkunst leverde dat naïeve afbeeldingen en varianten op grote katten op. De heraldicus werd voor deze naïviteit bewaard omdat zijn medium eendimensionaal is de wapendieren worden gestileerd.
De luipaard is in de heraldiek een wandelende (of:"gaande")  aanziende leeuw. "Aanziend" betekent dat de leeuw de kijker aankijkt.  Of manen rond de hals van de luipaard een verschil maken is omstreden.  Een  "lions léopardé", ofwel "geluipaarde leeuw" is aan gaande voor zich uitkijkende leeuw. Een "geleeuwde luipaard" is dan weer een klimmende aanziende leeuw. In de Britse heraldiek wordt het onderscheid wel consequent gemaakt. Daar is een "aanziende leeuwenkop" dan ook altijd een "leopard's head". 
Luipaarden en leeuwen zijn, zo kan men hieruit opmaken, heraldisch gezien dezelfde dieren. Leeuwinnen hebben net als de echte luipaarden geen manen. Zij spelen in de heraldiek geen rol (met uitzondering van het tenue van het Nederlandse vrouwenvoetbalteam - een heraldisch unicum) omdat een wapenschild in beginsel in één blik herkenbaar moet zijn. De heraldiek gebruikt daarom enkel eenvoudig te herkennen figuren.

### Klimmende leeuwen

Armenië
België
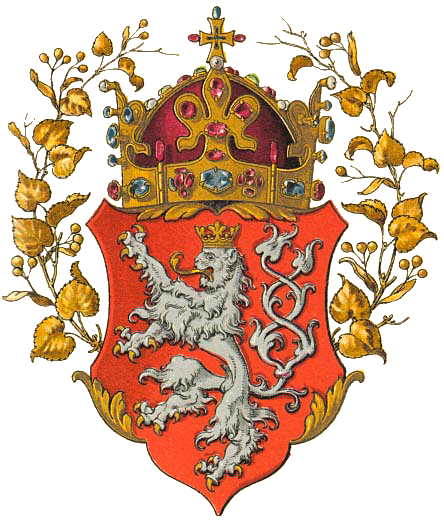
Bohemen
Bulgarije
Finland
De leeuw van Juda in het wapen van Jeruzalem
Luxemburg
Marokko
Nederland
Noorwegen
Schotland

### Gaande leeuwen / luipaarden

Denemarken
Engeland
Estland
Montenegro

### Heraldiek in Azië

De Republiek India
Koninkrijk Cambodja
Sri Lanka

### Liggende leeuwen

Rødøy in Noorwegen